# Полонский, Владимир Иванович
Владимир Иванович Полонский (при рождении Ру́вен Ге́ршевич Поло́нский; 17 (5) июня 1893 года — 30 октября 1937 года) — революционер, советский партийный и профсоюзный деятель.

## Биография
Владимир Полонский родился в Тобольске в еврейской семье. Из мещан. Член РСДРП с 1907 года. С 1908 работал матросом, чернорабочим, с 1912 рабочий-электромонтёр в Петербурге. Вёл партийную работу в профсоюзах, в 1913 член Центрального правления петербургского Союза металлистов. В 1914 арестован, в 1915 осуждён к административной высылке в Тобольскую губернию. С марта 1917 секретарь Центрального правления московского Союза металлистов; участник октябрьских боев в Москве. В 1918-20 комиссар дивизии на Западном и Южном фронтах, военком Юго-Восточной железной дороги, председатель Южного бюро ВЦСПС. В 1920-24 председатель Организационного бюро, затем секретарь ЦК Союза горнорабочих, председатель Нижегородского губернского Совета профсоюзов и член бюро губернского комитета РКП(б).
С 1925 года — секретарь Рогожско-Симоновского районного комитета и член бюро Московского комитета (МК) ВКП(б).
В 1928 году — 2-й секретарь МК ВКП(б).
В 1930 и в 1935—37 секретарь ВЦСПС.
В 1930-33 годах — 1-й секретарь ЦК КП Азербайджана, одновременно секретарь Закавказского краевого комитета ВКП(б).
С января 1933 года — заведующий организационным отделом ЦК ВКП(б), с августа — начальник полит.управления и заместитель наркома НКПС.
С 1937 года — Заместитель народного комиссара связи СССР.
Делегат 11—17-го съездов партии, кандидат в члены ЦК ВКП(б) (1927—1937). Член ЦИК СССР.
Весной 1937 года арестован.
Выездной сессией Военной коллегии Верховного Суда приговорён к высшей мере наказания.
Расстрелян 30 октября 1937 года.
Труп кремирован в Донском монастыре. В 1958 реабилитирован.
Награждён орденом Трудового Красного Знамени.